# Santa Giovanna Antida Thouret
Santa Giovanna Antida Thouret delle Suore della Carità  is een Italiaanse titelkerk gewijd aan de heilige Jeanne-Antide Thouret. Sinds 2024 is het de titelkerk van de Belgische kardinaal-priester Dominique Mathieu.

## Geschiedenis
De kerk werd gebouwd in de 20e eeuw voor de congregatie van Zusters van Liefde van de Heilige Jeanne Antide Thouret. De kerk werd opgedragen aan de stichteres Jeanne-Antide Thouret. In 2024 werd de kerk een titelkerk van de Belgische kardinaal-priester Dominique Mathieu.

## Beschrijving
De kerk van de heilige Jeanne Antida Thouret is een neobarok gebouw. Aan de buitenkant heeft het een bakstenen gevel en wordt het gekenmerkt door zijn voorgevel die uitkijkt op de Circonvallazione Clodia. Het portaal wordt voorafgegaan door een symetrische trap en is versierd met een marmeren kroonlijst met een halfrond timpaan; daarboven opent een rechthoekig raam met daarboven het marmeren wapenschild van de Zusters van Liefde van de Heilige Jeanne Jeanne-Antide Thouret. De gevel is versierd met twee paar eenvoudige Korinthische pilasters die op ideale wijze de driehoekige bekroning van het timpaan ondersteunen en bovenaan eindigen met een klein ijzeren kruis.
Het interieur van de kerk bestaat uit één rechthoekig schip bedekt met een polychroom beschilderd houten cassettenplafond, en is rijkelijk versierd met inlegwerk van polychroom marmer, stucwerk en fresco's. Halverwege het schip opent aan de linkerkant een zijkapel gewijd aan de Maagd Maria, terwijl aan het einde van het schip de apsis ligt, met een vierhoekige plattegrond, omlijst door een fresco met de voorstelling van Jezus de Goede Herder aan de linkerkant en Jezus en de Kinderen aan de rechterkant. Het hoofdaltaar wordt bekroond door een doek met een voorstelling van de heilige Jeanne-Antide Thouret en een fresco lunet met de Drie-eenheid.
In de kerk staat een Mascioni pijporgel opus 874, gebouwd in 1966 en uitgerust met 15 registers op twee klavieren en pedaal.

## Titelkerk
| Jaar  | Titel              | Kardinaal         |
| ----- | ------------------ | ----------------- |
| 2024- | kardinaal-priester | Dominique Mathieu |